# Partecosta macleani
Partecosta macleani é uma espécie de gastrópode do gênero Partecosta, pertencente a família Terebridae.